# 科特爾維爾鎮區 (密蘇里州聖查爾斯縣)
科特爾維爾鎮區（英語：Cottleville Township）是位於美國密蘇里州聖查爾斯縣的一個行政鎮區。

## 地方資料
科特爾維爾鎮區的面積為50.82平方千米，當中陸地面積為47.32平方千米，而水域面積為3.50平方千米。根據2020年美國人口普查的數據，當地共有人口25665人，而人口密度為每平方千米505.02人。